# Jules Genard
Jules Gustave Genard (Court-Saint-Etienne, 10 januari 1867 - 24 juni 1929) was een Belgisch senator.

## Levensloop
Genard werd gemeenteraadslid van Court-Saint-Etienne in 1921. In 1923 werd hij socialistisch senator voor het arrondissement Nijvel en vervulde dit mandaat tot aan zijn dood.
Op 26 mei 1929 werd hij herkozen, maar de dood verhinderde het verderzetten van zijn mandaat.